# Gran Premio di superbike di Phillip Island 1996
Il Gran Premio di Superbike di Phillip Island 1996 è stata la dodicesima e ultima prova del Campionato mondiale Superbike 1996, è stato disputato il 27 ottobre sul Circuito di Phillip Island e ha visto la vittoria di Anthony Gobert in gara 1, lo stesso pilota si è ripetuto anche in gara 2.
Con i risultati acquisiti, il titolo iridato è andato all'australiano Troy Corser su Ducati che ha preceduto il connazionale Aaron Slight su Honda e lo statunitense John Kocinski su Ducati.

## Risultati

### Gara 1

#### Arrivati al traguardo[3]
| Pos. | Nº | Pilota               | Motocicletta | Tempo     | Griglia | Punti |
| ---- | -- | -------------------- | ------------ | --------- | ------- | ----- |
| 1º   | 4  | Anthony Gobert       | Kawasaki     | 35:19.919 | 4º      | 25    |
| 2º   | 45 | Colin Edwards        | Yamaha       | +0:00.284 | 1º      | 20    |
| 3º   | 2  | Troy Corser          | Ducati       | +0:12.163 | 2º      | 16    |
| 4º   | 1  | Carl Fogarty         | Honda        | +0:14.190 | 9º      | 13    |
| 5º   | 51 | Peter Goddard        | Suzuki       | +0:14.236 | 10º     | 11    |
| 6º   | 5  | Wataru Yoshikawa     | Yamaha       | +0:14.314 | 7º      | 10    |
| 7º   | 11 | John Kocinski        | Ducati       | +0:14.407 | 6º      | 9     |
| 8º   | 7  | Pierfrancesco Chili  | Ducati       | +0:26.032 | 8º      | 8     |
| 9º   | 67 | Mike Hale            | Ducati       | +0:28.746 | 13º     | 7     |
| 10º  | 36 | Kirk McCarthy        | Suzuki       | +0:39.520 | 14º     | 6     |
| 11º  | 10 | John Reynolds        | Suzuki       | +0:39.561 | 15º     | 5     |
| 12º  | 8  | Piergiorgio Bontempi | Kawasaki     | +0:39.935 | 12º     | 4     |
| 13º  | 64 | Damon Buckmaster     | Suzuki       | +0:40.249 | 18º     | 3     |
| 14º  | 99 | Steve Martin         | Suzuki       | +0:40.275 | 17º     | 2     |
| 15º  | 62 | Dean Thomas          | Honda        | +1:08.023 | 20º     | 1     |
| 16º  | 18 | Igor Jerman          | Kawasaki     | +1:23.525 | 26º     |       |
| 17º  | 12 | Robert Phillis       | Kawasaki     | +1:32.178 | 22º     |       |
| 18º  | 69 | Craig Connell        | Ducati       | +1:32.189 | 21º     |       |
| 19º  | 66 | Benn Archibald       | Ducati       | +1:39.796 | 24º     |       |
| 20º  | 57 | Alistair Maxwell     | Kawasaki     | +1 giro   | 32º     |       |
| 21º  | 80 | Simon Middleton      | Kawasaki     | +1 giro   | 29º     |       |
| 22º  | 89 | John Orchard         | Kawasaki     | +2 giri   | 33º     |       |
| 23º  | 84 | Craig Stafford       | Yamaha       | +2 giri   | 30º     |       |

#### Ritirati
| Nº | Pilota         | Motocicletta | Giri     | Griglia |
| -- | -------------- | ------------ | -------- | ------- |
| 39 | Sean Emmett    | Ducati       | +5 giri  | 25º     |
| 6  | Simon Crafar   | Kawasaki     | +9 giri  | 5º      |
| 63 | David Emmerson | Kawasaki     | +9 giri  | 23º     |
| 38 | Shawn Giles    | Honda        | +9 giri  | 16º     |
| 3  | Aaron Slight   | Honda        | +10 giri | 3º      |
| 9  | Neil Hodgson   | Ducati       | +11 giri | 11º     |
| 53 | Graeme Wilshaw | Suzuki       | +17 giri | 28º     |
| 74 | John Phelan    | Kawasaki     | +17 giri | 27º     |

### Gara 2

#### Arrivati al traguardo[4]
| Pos. | Nº | Pilota              | Motocicletta | Tempo     | Griglia | Punti |
| ---- | -- | ------------------- | ------------ | --------- | ------- | ----- |
| 1º   | 4  | Anthony Gobert      | Kawasaki     | 35:24.149 | 4º      | 25    |
| 2º   | 3  | Aaron Slight        | Honda        | +0:00.109 | 3º      | 20    |
| 3º   | 45 | Colin Edwards       | Yamaha       | +0:10.133 | 1º      | 16    |
| 4º   | 67 | Mike Hale           | Ducati       | +0:11.817 | 13º     | 13    |
| 5º   | 11 | John Kocinski       | Ducati       | +0:15.275 | 6º      | 11    |
| 6º   | 1  | Carl Fogarty        | Honda        | +0:15.829 | 9º      | 10    |
| 7º   | 5  | Wataru Yoshikawa    | Yamaha       | +0:16.012 | 7º      | 9     |
| 8º   | 51 | Peter Goddard       | Suzuki       | +0:16.429 | 10º     | 8     |
| 9º   | 7  | Pierfrancesco Chili | Ducati       | +0:16.476 | 8º      | 7     |
| 10º  | 10 | John Reynolds       | Suzuki       | +0:16.656 | 15º     | 6     |
| 11º  | 6  | Simon Crafar        | Kawasaki     | +0:21.718 | 5º      | 5     |
| 12º  | 9  | Neil Hodgson        | Ducati       | +0:42.069 | 11º     | 4     |
| 13º  | 69 | Craig Connell       | Ducati       | +0:42.624 | 21º     | 3     |
| 14º  | 62 | Dean Thomas         | Honda        | +0:43.095 | 20º     | 2     |
| 15º  | 36 | Kirk McCarthy       | Suzuki       | +0:56.022 | 14º     | 1     |
| 16º  | 12 | Robert Phillis      | Kawasaki     | +0:56.059 | 22º     |       |
| 17º  | 38 | Shawn Giles         | Honda        | +0:56.183 | 16º     |       |
| 18º  | 18 | Igor Jerman         | Kawasaki     | +1 giro   | 26º     |       |
| 19º  | 53 | Graeme Wilshaw      | Suzuki       | +1 giro   | 28º     |       |
| 20º  | 57 | Alistair Maxwell    | Kawasaki     | +1 giro   | 32º     |       |
| 21º  | 84 | Craig Stafford      | Yamaha       | +1 giro   | 30º     |       |
| 22º  | 89 | John Orchard        | Kawasaki     | +2 giri   | 33º     |       |
| NC   | 2  | Troy Corser         | Ducati       | +6 giri   | 2º      |       |
| NC   | 74 | John Phelan         | Kawasaki     | +8 giri   | 27º     |       |

#### Ritirati
| Nº | Pilota               | Motocicletta | Giri     | Griglia |
| -- | -------------------- | ------------ | -------- | ------- |
| 8  | Piergiorgio Bontempi | Kawasaki     | +8 giri  | 12º     |
| 63 | David Emmerson       | Kawasaki     | +9 giri  | 23º     |
| 80 | Simon Middleton      | Kawasaki     | +11 giri | 29º     |
| 99 | Steve Martin         | Suzuki       | +15 giri | 17º     |
| 64 | Damon Buckmaster     | Suzuki       | +16 giri | 18º     |
| 39 | Sean Emmett          | Ducati       | +16 giri | 25º     |